# Малодівицька волость
Малодівицька волость — адміністративно-територіальна одиниця Прилуцького повіту Полтавської губернії з центром у селі Мала Дівиця.
Станом на 1885 рік — складалася з 17 поселень, 49 сільських громад. Населення 9934 — осіб (4897 осіб чоловічої статі та 5037 — жіночої), 1790 дворових господарств.
Найбільші поселення волості станом на 1885:
- Мала Дівиця
- Велика Дівиця
- Колесники
- Лучківка
- Обичів
- Петрівка
- Слобідка Радьківка
- Товкачівка

Старшинами волості були:
- 1900 року селянин Лука Іванович Трегубенко[2];
- 1904 року селянин Анатолій Степанович Онопко[3];
- 1913—1915 роках Федір Опанасович Логошко[4],[5].